# إلبردج جيري
إلبردج جيري (بالإنجليزية: Elbridge Gerry)‏؛ (الجيم في جيري تُنطق مثل الجيم المصرية) (ولد 17 يوليو 1744 (بالنظام القديم 6 يوليو 1744) – توفي 23 نوفمبر 1814) هو سياسي ودبلوماسي أمريكي. تم اختياره عن الحزب الجمهوري الديمقراطي ليكون النائب الخامس لرئيس الولايات المتحدة (1813-1414)، تحت إدارة جيمس ماديسون. واشتهر بكونه سميّ ما عرف بالـ«جيريمانديرية»، وهي عملية التلاعب بحدود الدوائر الانتخابية بهدف مساعدة فريق معين للوصول إلى السلطة، ويذكر أن حرف "G" الأول في اسمه هو جيم خشنة أو غير معطشة (مثل الجيم المصرية)، في حين يكون في كلمة «جيريماندرية» جيم خفيفة.
ولد جيري لعائلة تجارية غنية، وعارض السياسة الاستعمارية البريطانية في ستينيات القرن الثامن عشر، وكان نشطا في بدايات عمليات تنظيم المقاومة في حرب الاستقلال الأمريكية. انتخب جيري في الكونغرس القاري الثاني، ووقع على كل من إعلان الاستقلال زوثائق الكونفدرالية. وكان أحد ثلاثة رجال حضروا المؤتمر الدستوري في عام 1787 ولكنه رفض التوقيع على دستور الولايات المتحدة لأنه لم يتضمن وقتها وثيقة الحقوق. وانتخب لجلسة الكونغرس الأمريكي الافتتاحية، حيث شارك في صياغة واعتماد وثيقة الحقوق حيث دعا لحريات الفرد والحكومة.
كان جيري في البداية معارضا لفكرة الأحزاب السياسية، وكون صداقات دائمة على جانبي القسمين السياسيين بين الفدراليين والديمقراطيين الجمهوريين. وكان عضوا في وفد دبلوماسي إلى فرنسا والذي لقي استقبالا سيئا بعد قضية إكس واي زد، وحمله الفيدراليون مسؤولية فشل المفاوضات. أصبح جيري بعد ذلك جمهوريا ديمقراطيا، وترشح لمنصب حاكم ولاية ماساتشوستس عدة مرات دون نجاح قبل أن ينال المنصب في عام 1810. وخلال فترة ولايته الثانية، وافق المجلس التشريعي على إدخال دوائر جديدة في مجلس الشيوخ الولاية، وهي العملية التي صيغت منها كلمة «جيريماندر»؛ خسر جيري الانتخابات التالية رغم أن مجلس الشيوخ في الولاية ظل ديمقراطيا جمهوريا. تم اختياره من قبل جيمس ماديسون كمرشح لمنصب نائب الرئيس في عام 1812، وانتصر ماديسون وجيري في تلك الانتخابات، لكن جيري توفي بعد سنة ونصف العام من توليه المنصب. وهو الوحيد بين الموقعين على الاستقلال الذين دفنوا في واشنطن العاصمة.

## بداية حياته السياسية
كان جيري منذ بداياته معارضًا صريحًا للجهود البرلمانية الرامية إلى فرض الضرائب على المستعمرات بعد انتهاء الحرب الفرنسية والهندية في عام 1763. في عام 1770، شارك في لجنة ماربلهيد التي سعت إلى فرض الحظر على استيراد البضائع البريطانية الخاضعة للضريبة. تواصل بانتظام مع معارضين آخرين للسياسة البريطانية من ماساتشوستس، من بينهم صامويل آدمز، وجون آدامز، وميرسي أوتيس وارن، وغيرهم.
فاز في مايو عام 1772 في انتخابات المحكمة العامة الكبرى في ولاية خليج ماساتشوستس (مجلسها التشريعي). وعمل هناك من كثب مع صامويل آدمز لتعزيز المقاومة الاستعمارية للسياسات الاستعمارية البرلمانية. كان مسؤولًا عن إنشاء لجنة المراسلات الخاصة بماربلهيد، وهي إحدى أُوَل اللجان التي شُكلت بعد لجنة بوسطن. ومع ذلك، دفعته حادثة من الأعمال الغوغائية إلى الاستقالة من اللجنة في العام الذي تلا ذلك. أسس جيري وغيره من الشخصيات البارزة في ماربلهيد مستشفى لإجراء عمليات التطعيم ضد الجدري في جزيرة كات؛ لأن وسائل انتقال المرض لم تكن معروفة في ذلك الوقت، أدت المخاوف بين السكان المحليين إلى قيام احتجاجات تصاعدت إلى أعمال عنف دمرت المنشآت وهددت ممتلكات الأخرين الخاصة.
عاد جيري لدخول السياسة مجددًا بعد أن أغلق قانون ميناء بوسطن ميناءَ تلك المدينة في عام 1774، وأصبحت ماربلهيد ميناءً بديلًا أمكن من خلاله إيصال إمدادات الإغاثة من مستعمرات أخرى. لعب جيري بصفته واحدًا من رواد الوطنيين والتجار في المدينة دورًا رئيسيًا في ضمان تخزين الإمدادات وتسليمها من ماربلهيد إلى بوسطن، مقاطعًا تلك الأنشطة فقط لرعاية والده المحتضر. انتُخب ممثلًا للكونغرس القاري الأول في سبتمبر عام 1774، لكنه رفض وبقي حزينًا على فقدان والده.

## روابط خارجية
- إلبردج جيري على موقع الموسوعة البريطانية (الإنجليزية)
- إلبردج جيري على موقع إن إن دي بي (الإنجليزية)